# 호리시마 이쿠마
호리시마 이쿠마(일본어: 堀島 行真, 1997년 12월 11일~)는 일본의 프리스타일 스키 선수로 주 종목은 모굴이다. 2018년 동계 올림픽과 2022년 동계 올림픽에 참가하여 2022년 올림픽에서 남자 모굴 동메달을 획득했다. 또한 세계 선수권 대회에서 금메달 3개(2017, 2025), 은메달 1개(2025), 동메달 1개(2021)를 획득했다.